# Ануширван-хан
Ануширван-хан (*д/н —1357) — хан рештки держави Ільханів у 1344—1357 роках.

## Життєпис
Походив з династії Хулагуїдів. Про його батьків нічого невідомо. У 1343 році після перемоги Мелік Ашрафа Чобаніда над Сулейман-ханом, Сурганом і Саті-бегою, які втекли у західні області держави Ільханів. У 1344 році Малек Ашраф поставив Ануширван-хана новим володарем рештків держави: східні області Сельджукської\ Анатолії, Кавказ, північно-західна Персія. Не відігравав жодної ролі. Номінально його підтримували сербедари.
Перебував у Тебризі. У 1356 року після поразки Чобанідів від Джанібека, хана Золотої Орди, втік до Соліманіє. У 1357 році, напевне, загинув під час нападу військ Амір-валі Хасарида, володаря Астрабаду і Мазендарану. Новим ільханом поставлено Газан-хана II.